# 77 d'Aquari
77 d'Aquari (77 Aquarii) és una estrella de la Constel·lació d'Aquari. Té una magnitud aparent de 5,53.